# Харкер, Эл
А́лберт (Эл) Ха́ркер (англ. Albert "Al" Harker; 11 апреля 1910, Филадельфия, Пенсильвания, США — 3 апреля 2006, Кэмп-Хилл, Пенсильвания, США) — американский футболист, защитник, игрок сборной США, участник чемпионата мира 1934 года как запасной игрок.

## Карьера

### Клубная
Эл Харкер начал играть за футбольную команду колледжа Жирар в Филадельфии ещё будучи студентом. После выпуска он подписал контракт с местным клубом «Коринтианс». Через год он перешёл в «Аппер Дарби», спустя один сезон – в «Кенсингтон Блю Беллз», а затем пополнил ряды клуба «Филадельфия Джерман Американс». Играя на левом фланге защиты, Харкер дважды подряд, в 1933 и 1934 гг., вместе с командой становился обладателем Любительского кубка, а в 1936 году - обладателем Открытого кубка США. Он также дважды выигрывал Кубок лиги (в 1941 и 1943 гг.) и четырежды становился чемпионом Американской футбольной лиги с клубом «Филадельфия Джерман Американс», сменившим название на «Филадельфия Американс» в 1941 году. Последнее успешное выступление Харкера в составе клуба состоялось в 1947 году.

### В сборной
Эл Харкер был членом сборной команды США, отправившейся на чемпионат мира 1934 года в Италию, однако не принял участия ни в одном из отборочных матчей или игр финального турнира. В 1936 году его пригласили в сборную для участия в Олимпийских играх, но Эл отказался, так как не мог себе позволить на 8 недель оставить работу.